# Saignelégier
Saignelégier (hist. Sankt Leodegar, St. Leodegar) − miejscowość i gmina w północno-zachodniej Szwajcarii, w kantonie Jura, siedziba administracyjna okręgu Franches-Montagnes. Zarówno pod względem liczby mieszkańców jak i powierzchni jest największą gminą w okręgu. 1 stycznia 2009 do gminy przyłączono gminy Goumois i Les Pommerats.

## Demografia
W Saignelégier mieszka 2575 osób. W 2020 roku 8,5% populacji gminy stanowiły osoby urodzone poza Szwajcarią. 

## Transport
Przez teren gminy przebiegają drogi główne nr 18 i nr 248. 